# UFC 14
UFC 14: Showdown foi um evento de artes marciais mistas promovido pelo Ultimate Fighting Championship, ocorrido em 27 de julho de 1997 no Boutwell Auditorium, em Birmingham, nos Estados Unidos. Foi transmitido no pay-per-view e depois lançado para home video.

## Background
O UFC 14 contou com dois torneios separados: nos pesados para lutadores de 200 lb ou mais, e nos médios (ex-leves) para lutadores com menos de 200 lb. O evento também contou com a Superluta pelo Cinturão Peso Pesado entre Mark Coleman e Maurice Smith, também com duas lutas alternativas em caso de lesão no torneio.
Showdown foi o primeiro evento do UFC a requirir luvas a todos os lutadores, pesando entre quatro e seis onças. Antes disso, isso era uma opção dos lutadores. (Melton Bowen foi o primeiro lutador do UFC a escolher vestir luvas, no UFC 4.) Também foi a primeira aparição do kickboxer Maurice Smith no UFC e do campeão colegial de wrestling Mark Kerr, que foi encorajado de tentar uma carreira no MMA pelo seu amigo e companheiro de treino, Mark Coleman.

## Resultados
Nota 1 Pelo Cinturão Peso Pesado do UFC.

Nota 2 Fryklund substituiu Moreira, que não pode continuar porque não foi liberado pelos médicos.

## Chaves dos Torneios

### Peso-Médio
|  | Semifinais     | Semifinais    | Semifinais     |               |                | Finais           | Finais | Finais |  |
|  |                |               |                |               |                |                  |        |        |  |
|  | Brasil         | Joe Moreira   | DU             |               |                |                  |        |        |  |
|  | Brasil         | Joe Moreira   | DU             |               |                |                  |        |        |  |
|  | Letónia        | Yuri Vaulin   | 15:00          |               |                |                  |        |        |  |
|  | Letónia        | Yuri Vaulin   | 15:00          |               | Estados Unidos | Tony Fryklund[a] | 0:44   |        |  |
|  |                |               |                |               | Estados Unidos | Tony Fryklund[a] | 0:44   |        |  |
|  |                |               | Estados Unidos | Kevin Jackson | FIN            |                  |        |        |  |
|  | Estados Unidos | Kevin Jackson | Estados Unidos | Kevin Jackson | FIN            | FIN              |        |        |  |
|  | Estados Unidos | Kevin Jackson |                |               |                |                  |        |        |  |
|  | Estados Unidos | Todd Butler   | 1:27           |               |                |                  |        |        |  |

- a. ^  Moreira se machucou na luta anterior e foi substituído por Fryklund.

### Peso-Pesado
|  | Semifinais     | Semifinais      | Semifinais     |            |                | Finais    | Finais | Finais |  |
|  |                |                 |                |            |                |           |        |        |  |
|  | Estados Unidos | Mark Kerr       | TKO            |            |                |           |        |        |  |
|  | Estados Unidos | Mark Kerr       | TKO            |            |                |           |        |        |  |
|  | Finlândia      | Moti Horenstein | 2:22           |            |                |           |        |        |  |
|  | Finlândia      | Moti Horenstein | 2:22           |            | Estados Unidos | Mark Kerr | FIN    |        |  |
|  |                |                 |                |            | Estados Unidos | Mark Kerr | FIN    |        |  |
|  |                |                 | Estados Unidos | Dan Bobish | 1:38           |           |        |        |  |
|  | Estados Unidos | Dan Bobish      | Estados Unidos | Dan Bobish | 1:38           | TKO       |        |        |  |
|  | Estados Unidos | Dan Bobish      |                |            |                |           |        |        |  |
|  | Estados Unidos | Brian Johnston  | 2:10           |            |                |           |        |        |  |

## Ligações Externas
- Página do UFC
- UFC14 Resultados no Sherdog.com